# Nguyễn Văn Ba (chính khách)
Nguyễn Văn Ba (sinh ngày 18 tháng 7 năm 1950) là một chính trị gia người Việt Nam. Ông từng là đại biểu Quốc hội Việt Nam khóa 12, thuộc đoàn đại biểu Khánh Hoà.